# 苗穗車站

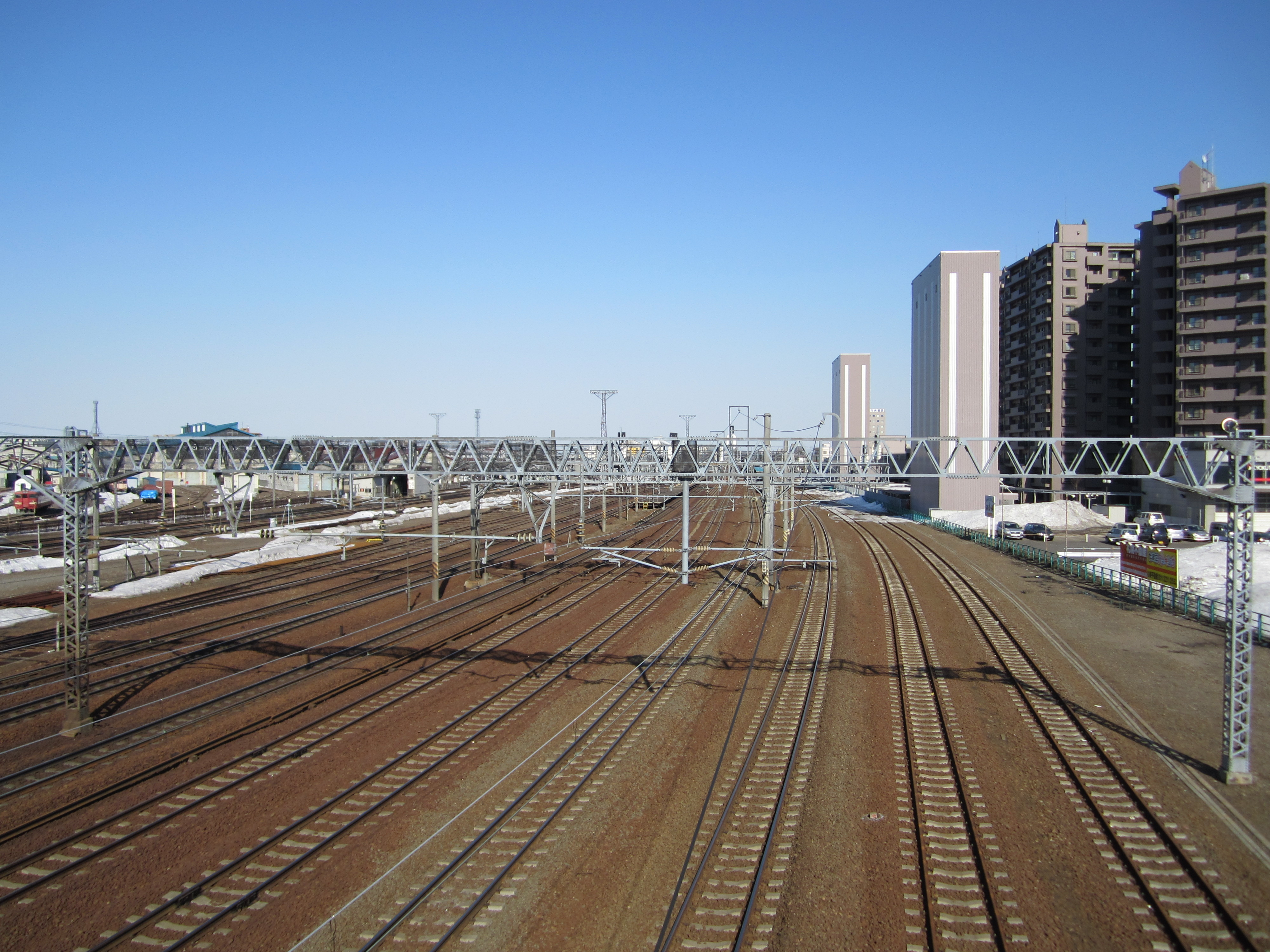
自苗穗車站西側的人行天橋瞭望苗穗車站內廣大的調度場。

苗穗車站（日语：／ Naebo eki */?）是一由北海道旅客鐵道（JR北海道）與日本貨物鐵道（JR貨物）所共同經營的鐵路車站，位於日本北海道札幌市中央區。苗穗車站除了是函館本線沿線的車站之外，也是千歲線名義上的終點站，但除了零里程道標是設置在苗穗車站之外，千歲線的列車實際上並沒有在本站停靠。苗穗車站屬於JR北海道本社（札幌總部）的直轄範圍，由JR北海道直接派駐人員營運。

## 簡介
根據JR北海道的營運規劃，千歲線上行駛的列車實際上是經過隔鄰的白石車站後，直接駛抵札幌車站進行折返。苗穗車站的站區內設有大量的複線，其中千歲線與函館本線使用的路線並不相同，且僅有函館本線的路線上設有月台，因此才會造成此名義上的終點站卻反而沒有列車停靠的特殊現象。
苗穗車站的北側是JR北海道所屬的車輛維修基地、苗穗工廠（日语：苗穂工場）的所在地，並併設有管理沿線列車人員調度的苗穗運轉所。除了JR北海道之外，JR貨物也在此地設置有苗穗車輛所。在車站站房東北東方向不遠處，還可以看到一座扇形車庫。
苗穗車站的站名源自於愛奴語「nay-po/」（意指「小河」），因為在過去此地曾是伏籠川（豐平川舊河道）上游的集水區，區域內有許多水泉與小河流。但在江戶時代後期札幌進行過大規模的水利整治工程，大幅度地改變了豐平川的流向，因此今日的苗穗車站反而是位於豐平川的河畔，與伏籠川相距甚遠。
為了就近服務札幌市區內新興的購物休閒中心札幌工廠（サッポロファクトリー）與Ario札幌（アリオ札幌），相關單位正在研議將苗穗車站朝西側遷移500米的規劃案。2013年9月11日，JR北海道公佈會將苗穗站朝西側遷移300米，並將站房興建在天橋上。預定正式啟用日期為2018年（平成30年）度。

## 歷史
- 1909年（明治42年）
  - 11月8日 - 大日本麥酒（現時的札幌啤酒）札幌工廠製麥酒專用線（前身為札幌製糖工廠專用線，0.66 km）開始使用。
  - 12月8日 - 設置北海道鐵道管理局札幌工廠。
- 1910年（明治32年）5月15日 - 作為官設鐵道（國鐵）車站開始營運。
- 1915年（大正4年）4月1日 - 札幌工廠改稱為苗穗工廠。
- 1922年（大正11年）12月 - 札幌電氣軌道苗穗線（1927年市營化後的札幌市電車）駛入苗穗站前。
- 1926年（大正15年）8月21日 - 北海道鐵道札幌線（後來的千歲線）駛入本車站。
- 1931年（昭和6年）7月25日 - 車站直流電化，同時定山溪鐵道經過東札幌站（日语：東札幌駅 (国鉄)）駛入本車站。
- 1937年（昭和12年）3月10日 - 廢除札幌機關庫，同時設置苗穗機關庫。
- 1943年（昭和18年）8月1日 - 北海道鐵道被收購而國有化。
- 1950年（昭和25年）2月10日 - 設置札幌列車車廠。
- 1957年（昭和32年）8月12日 - 定山溪鐵道自行研發的柴油列車經過札幌站駛入本車站。
- 1965年（昭和40年）9月25日 - 札幌至苗穗路段完全3線化。旅客月台改建成1面2線。站房旁為千歲上下行方向，之後為函館上下行方向。
- 1969年（昭和44年）11月1日 - 定山渓鉄道線（日语：定山溪鐵道線）被廢除，同社的列車亦停止駛入本車站。
- 1971年（昭和46年）10月1日 - 札幌市電車苗穗線的苗穗站前停留所廢除。
- 1973年（昭和48年）
  - 9月9日 - 千歲線新線開始投入使用。苗穗至東札幌站路段被廢除。白石方向北側增加1條路軌變成4線化。月台配置為站房側為千歲上下行方向，之後為函館上下行方向。現時設置為千歲、函館線札幌、小樽方向為1面2線，而函館線旭川方向及千歲線沼之端方向為另1個1面2線。
  - 10月1日 - 停止除專用線之外的貨物處理。
- 1975年（昭和50年）10月3日 - 苗穗工廠進行最後的蒸汽機車檢查。
- 1986年（昭和61年）11月1日 - 停止行李的處理。
- 1987年（昭和62年）4月1日 - 隨著國鐵分割民營化，車站成為北海道旅客鐵道（JR北海道）及日本貨物鐵道（JR貨物）的車站
- 1988年（昭和63年）11月3日 - 苗穗至琴似路段完成交通立體化，札幌至苗穗路段開始4線化。
- 1994年（平成6年） - 隨著桑園站至札幌站變成3線化，貨物線的2條線及第一乘降場的1面2線遷移至站房旁，而當時的札幌方向第一乘降場則被拆卸但設置2條留置線。
- 1999年（平成11年） - 設置自動閘機。
- 2001年（平成13年）3月 - 貨物列車停止行駛。
- 2007年（平成19年）10月1日 - 設定車站編號（H02）[4]。
- 2008年（平成20年）10月25日 - 開始使用智能車票「Kitaca」[5]。
- 2015年（平成27年） - 停止使用貨物1號、2號路軌。同時第二乘降場月台的有效長度縮短至與第一乘降場相同（135 m）。
- 2016年（平成28年）8月 - 舊貨物1號、2號路軌拆除。同時開始因苗穗站橋上化而需要遷移路軌的工程。
- 2017年（平成29年）3月10日 - Kiosk關閉。
- 2018年（平成30年）11月17日 - 遷移至新站舍 [6]。

## 車站構造
苗穗車站是一個設有2座島式月台（月台長度：135米、215米）共4條乘車線的地面車站，其中2條留置線主要是提供給自札幌車站折返的列車暫時待避使用。車站本體與月台區位於整個站區的南側，而車站北側大部分的土地都是車輛維修廠與調度中心的用地。職員配置車站，設有綠窗口（營業時間5時30分至20時00分）及自動閘機。

### 月台配置
| 月台 | 路線      | 方向 | 目的地                       |
| ---- | --------- | ---- | ---------------------------- |
| 3    | ■函館本線 | 上行 | 札幌、手稻、小樽方向         |
| 4    | ■千歲線   | 下行 | 札幌、手稻、小樽方向         |
| 5    | ■千歲線   | 上行 | 千歲、新千歲機場、苫小牧方向 |
| 6    | ■函館本線 | 下行 | 江別、岩見澤方向             |

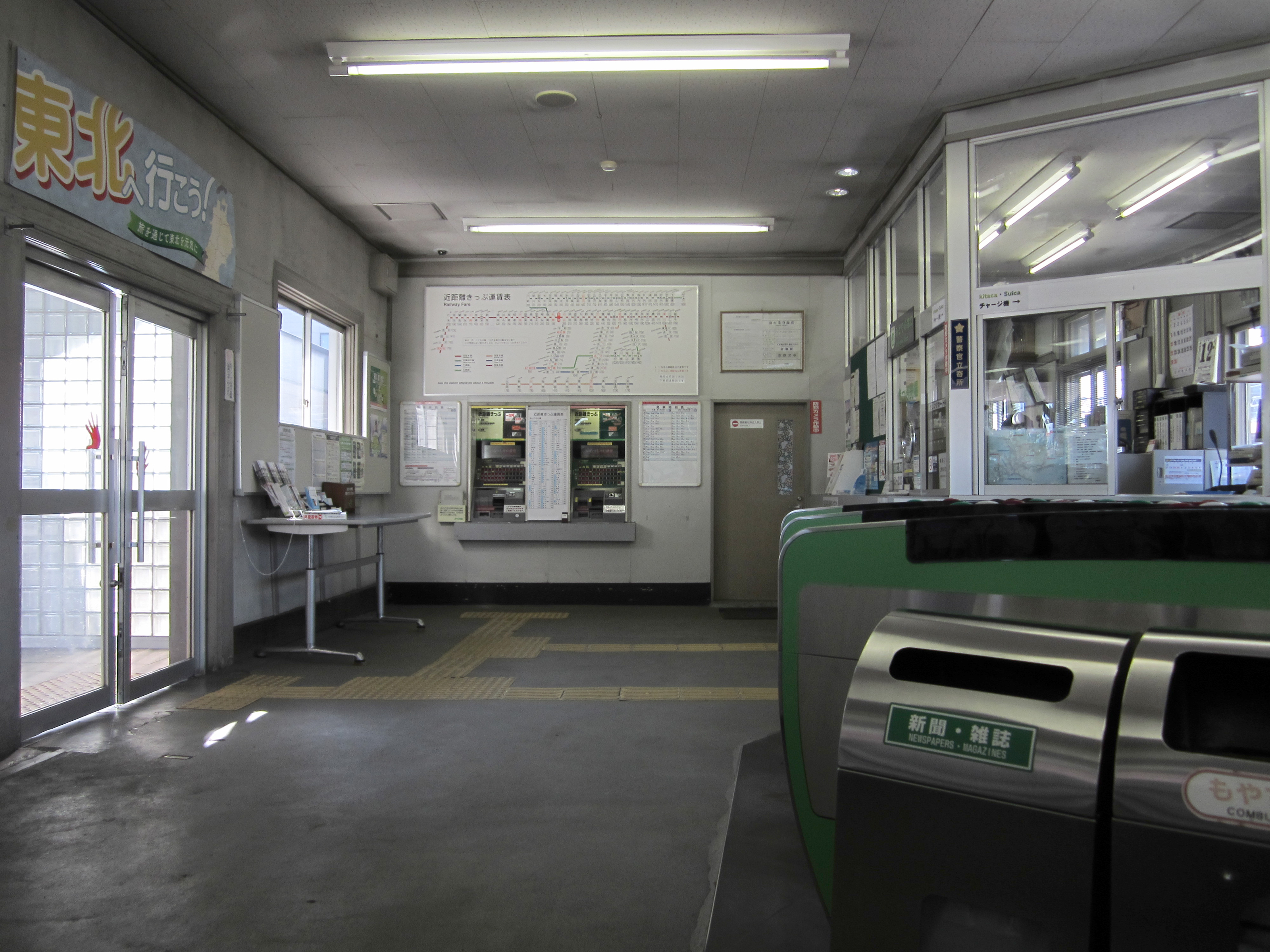
站房內（2012年4月）
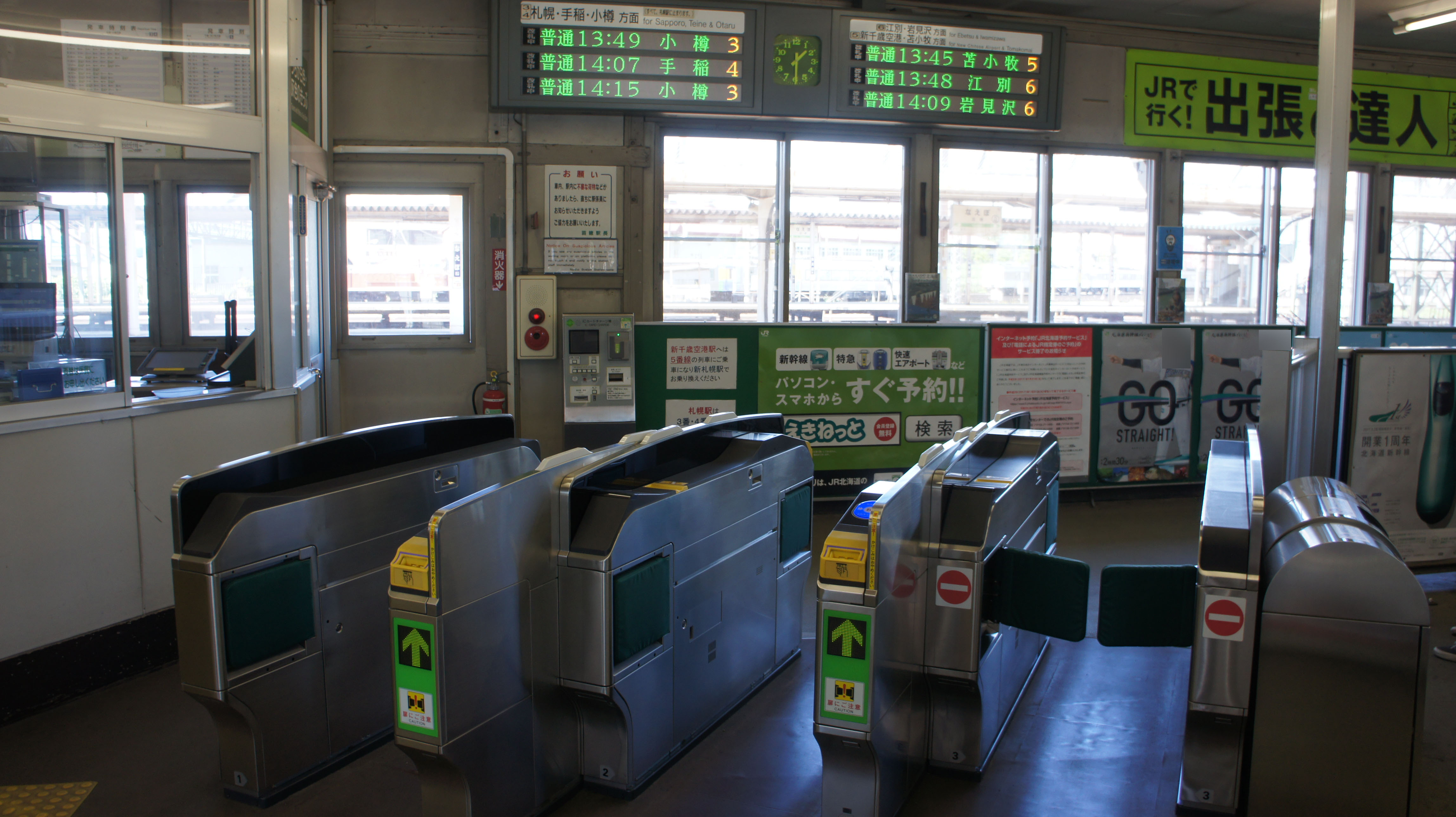
檢票口（2017年6月）
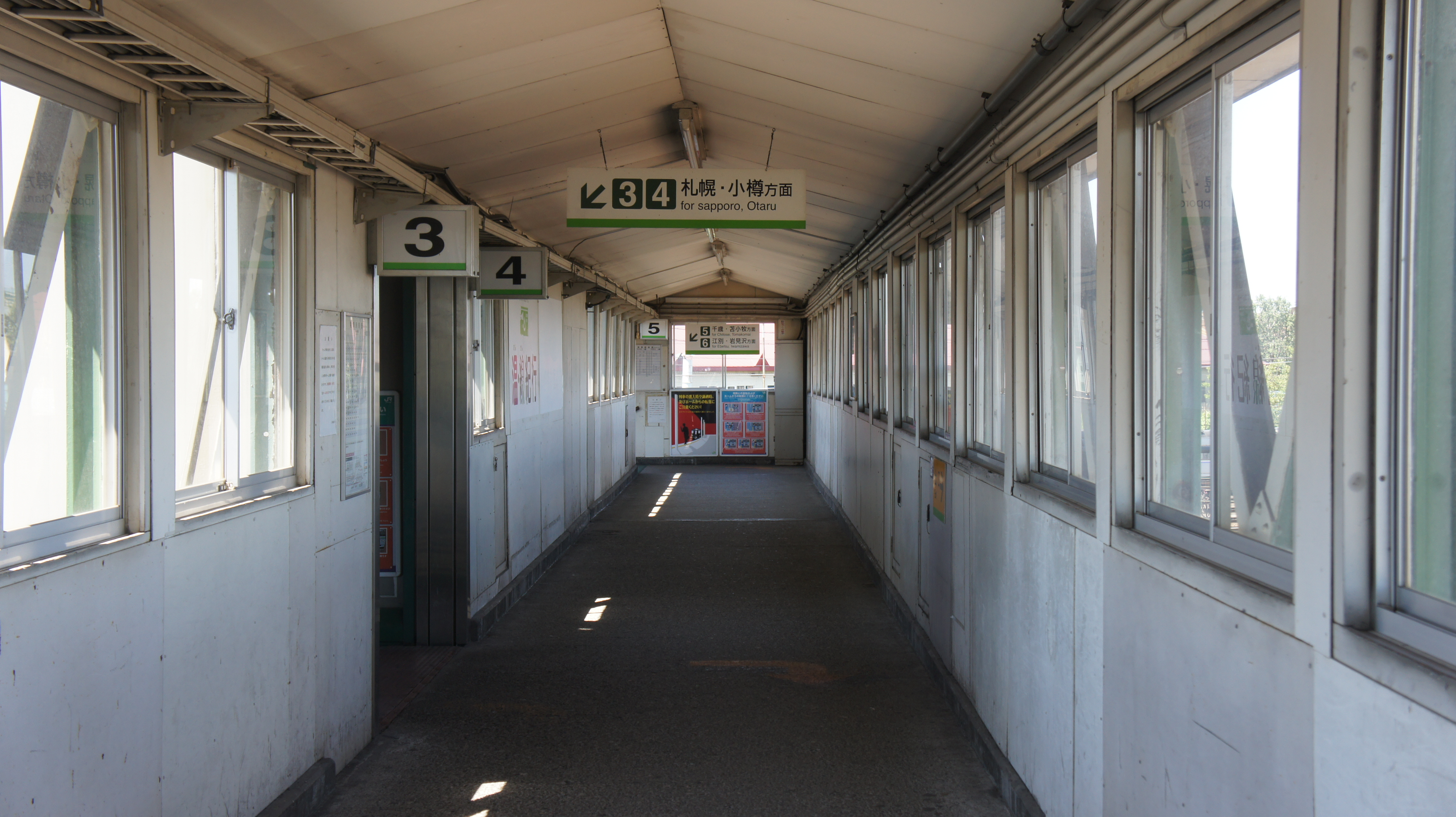
跨線橋（2017年6月）

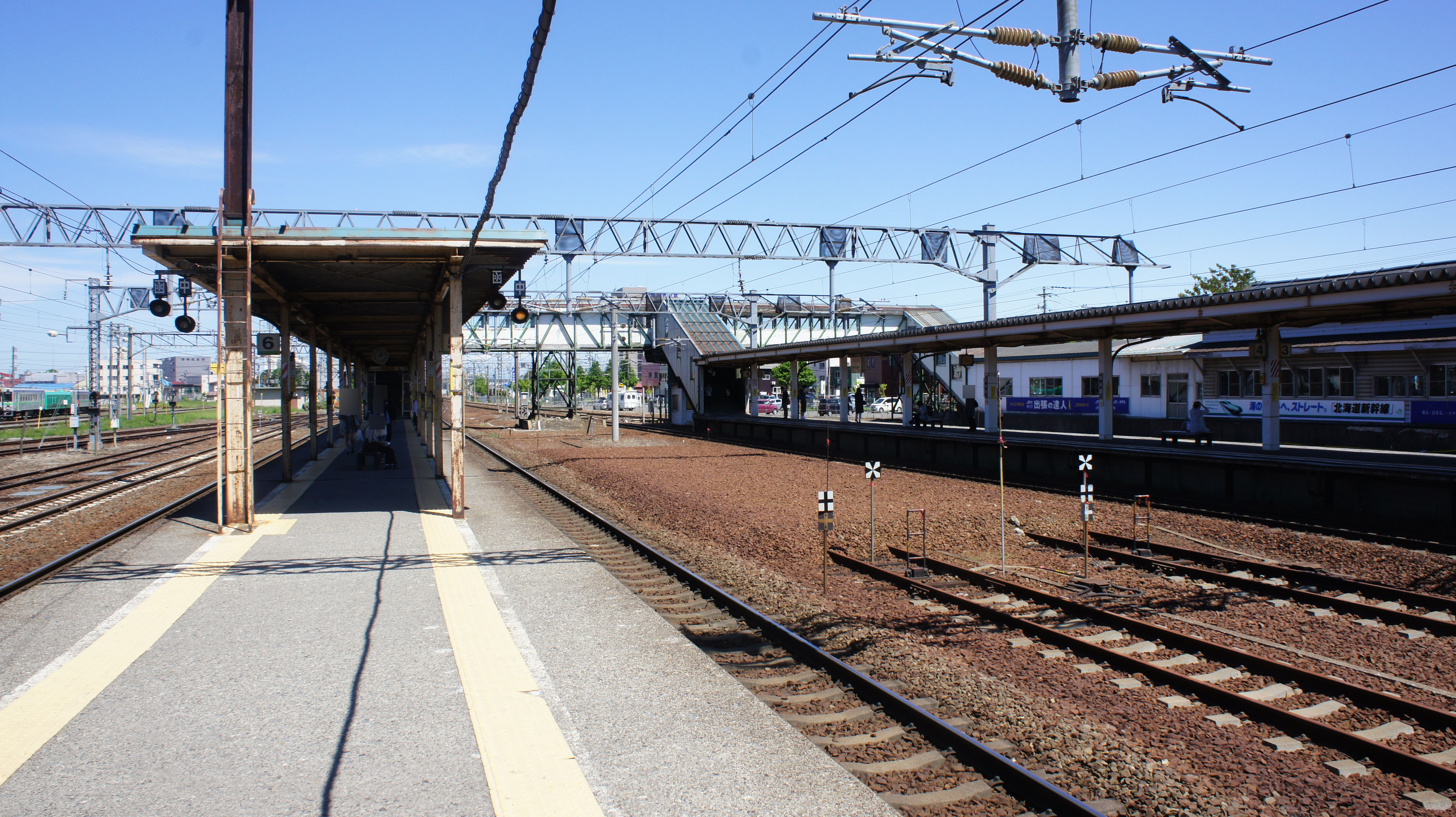
月台全境（2017年6月）
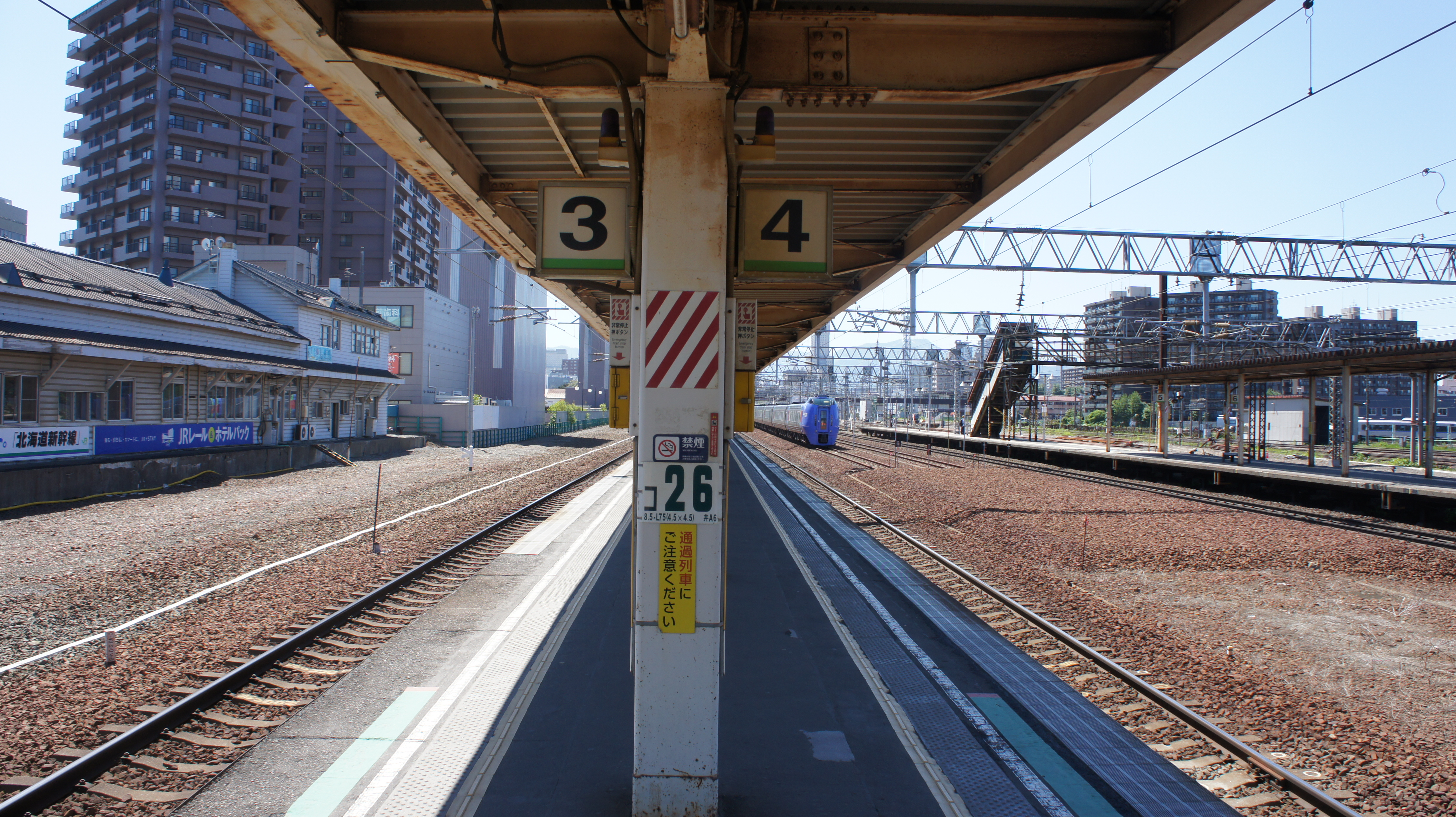
月台（3、4號線） （2017年6月）
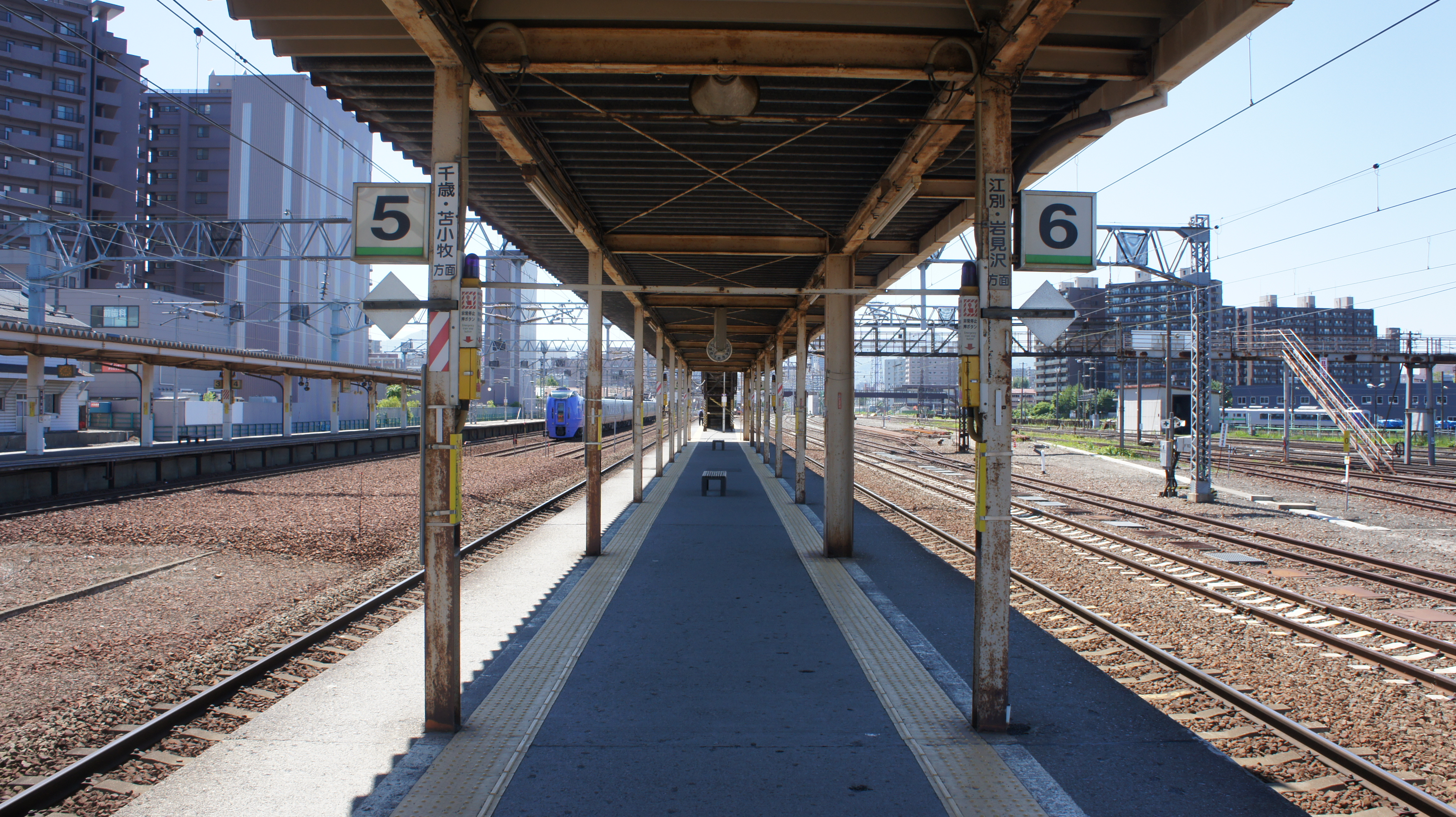
月台（5、6號線） （2017年6月）
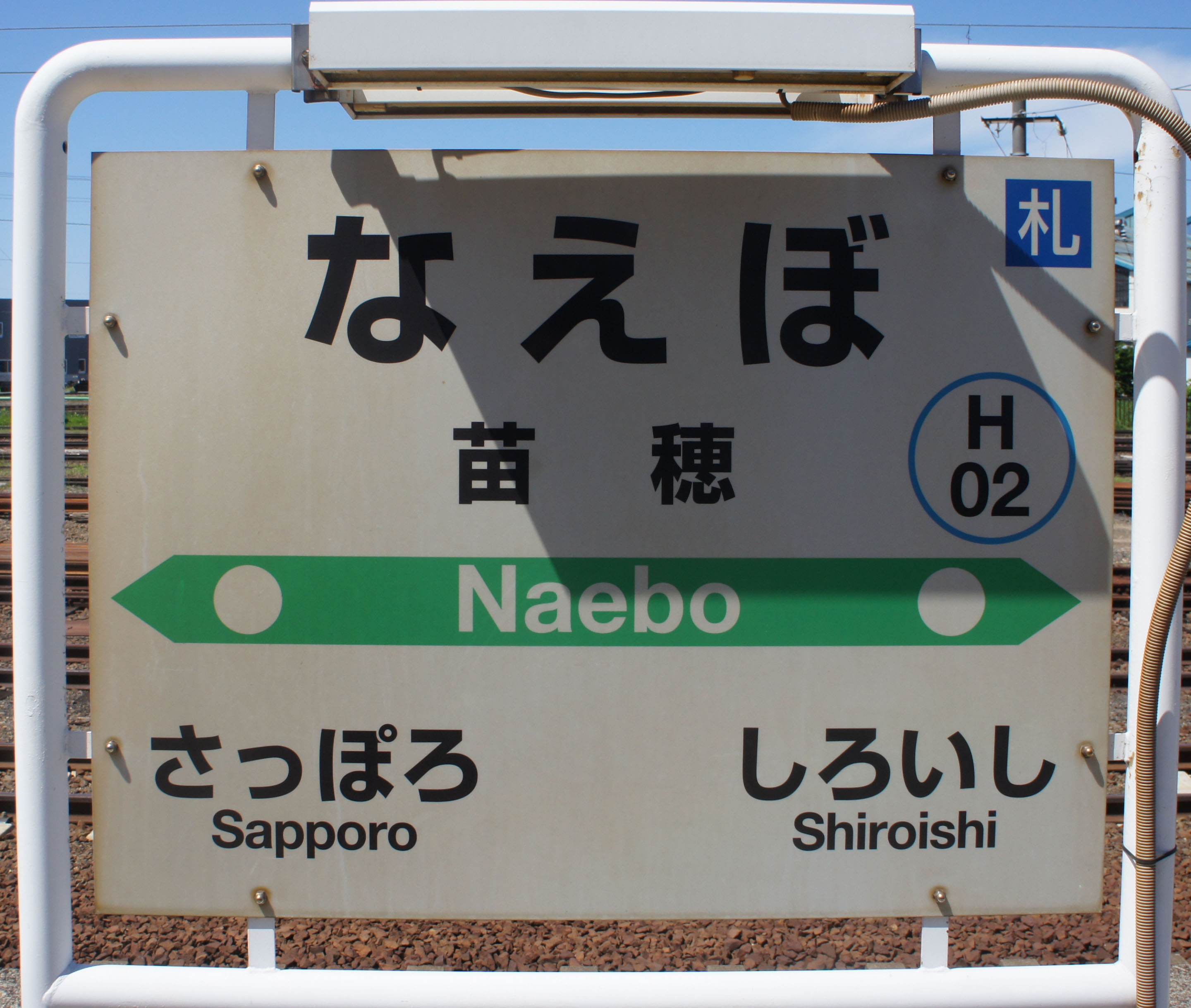
站名牌（2017年6月）

## 貨運
JR貨物目前還有在苗穗設置貨運站，但主要只提供車攜貨運（日语：車扱貨物）的臨時收發件服務，並無貨運列車停靠也沒設置任何專用線。
在貨運業務最盛的1970年代，苗穗車站曾經設置有通往26家公司共28條專用線，包括車站西側的北海道瓦斯（北海道ガス）札幌工廠、東側的日本水泥（日本セメント，今太平洋水泥）札幌服務站、北側的札幌啤酒（サッポロビール）札幌工廠全都有專用線與苗穗車站相連。2001年3月15日時，配合札幌市的供氣服務切換為天然氣，原本自本輪西車站發車、運送液化石油氣（LPG）到苗穗的貨運列車廢班，苗穗車站的貨運列車服務也正式終結。

## 載客量
| 載客量 | 載客量       |
| 年份   | 每天平均人次 |
| ------ | ------------ |
| 1970年 | 1,960        |
| 1975年 | 1,808        |
| 1980年 | 2,618        |
| 1985年 | 2,732        |
| 1990年 | 3,992        |
| 1995年 | 4,790        |
| 2000年 | 5,032        |
| 2001年 | 5,094        |
| 2002年 | 5,202        |
| 2003年 | 5,172        |
| 2004年 | 5,368        |
| 2005年 | 5,944        |
| 2006年 | 6,300        |
| 2007年 | 6,524        |
| 2008年 | 6,808        |
| 2009年 | 6,918        |
| 2010年 | 7,254        |
| 2011年 | 7,520        |
| 2012年 | 7,702        |
| 2013年 | 7,992        |
| 2014年 | 8,352        |
| 2015年 | 8,394        |

## 車站周邊
車站北側為北海道旅客鐵道苗穗運轉所及苗穗工廠。而南側主要是商店及公寓大廈。
- 北3條通
- 國道12號、國道275號
  - 北海道中央巴士、JR北海道巴士、夕張鐵道「東橋」站牌
- 豐平川、東橋
- 中央警察署苗穗站前交番
- 苗穗站前郵局
- JR北海道苗穗工廠
- JR北海道苗穗運轉所
- JR北海道訓練中心
- JR北海道苗穗車廠
- 札幌交通機械
- 本龍寺（江戶時代開山）
- 札幌村鄉土紀念館（大友龜太郎宅遺址、札幌市指定古蹟）
- 大友公園（遠國奉行的御手作場選址。過去為大友堀（創成川）注入伏籠川的地方）
- 雪印惠乳札幌工廠
  - 雪印惠乳乳畜業及乳業歷史館
- 農業協同組合
- 札幌花園公園（サッポロガーデンパーク）
  - 札幌啤酒博物館
  - Ario札幌（アリオ札幌）
  - 北海道日本火腿鬥士室內練習場
- 苗穗站前藏之湯溫泉 （页面存档备份，存于）
- 落葉松火車（カラマツトレイン）札幌本店
- 札幌市水道局
- 札幌市中央體育館
- 札幌厚生醫院
- 札幌市立苗穗小學
- 北海道札幌東高等學校
- 太平洋水泥札幌服務站
- 陸上自衛隊苗穗分屯地

## 其他
- 札幌鐵道少年團的事務局設置於本車站。
- 1931年12月，於豐平川的支線設置由棄置載客列車改建而成的免費住宿。於冬季期間收容失去去處的季節性勞工，並打算安排負責車站的除雪工作。結果位於札幌近效的失業者蜂擁而置，高峰期高達900人，並被全國介紹為失業車列車。最後當針對失業者的對策推出後，於1937年3月15日被廢除。

## 相鄰車站
北海道旅客鐵道（JR北海道）
■函館本線（包括■千歲線直通列車）
■特别快速「機場」、■快速「機場」、區間快速「石狩Liner」
不停靠
■普通（包括札幌站以西區間快速列車）
札幌（01）－苗穗（H02）－白石（H03）

### 曾經存在的路線
日本國有鐵道（國鐵）
千歲線（舊線）
苗穗－東札幌
札幌市電車
苗穗線
東10丁目－苗穗站前